# 吉県
吉県（きち-けん）は中華人民共和国山西省臨汾市に位置する県。

## 歴史
南北朝時代、北魏により設置された定陽県を前身とする。598年（開皇18年）に隋代により吉昌県、五代十国時代には後唐により吉郷県と改称された。金代になると吉州が設置されその管轄とされ、元代になると吉郷県は廃止となり管轄区域は吉州の直轄とされた。1912年（民国元年）、州制廃止に伴い吉県と改称された。
1958年に廃止となり郷寧県に編入されたが、1960年に再設置され現在に至る。

## 行政区画
- 鎮:吉昌鎮、屯里鎮、壷口鎮
- 郷:車城郷、文城郷、柏山寺郷、中垜郷